# بریکنس
بریکنس (انگلیسی: Brakence؛ زادهٔ ۱۷ دسامبر ۲۰۰۱) خواننده و ترانه‌سرا، رپر و تهیه‌کننده موسیقی اهل کلمبوس، اوهایو آمریکا است. وی اکنون با کلمبیا رکوردز و سونی میوزیک قرارداد دارد. وی به خاطر استایل مشابه هایپرپاپ و ایمو رپ مشهور است.